# Radonvilliers

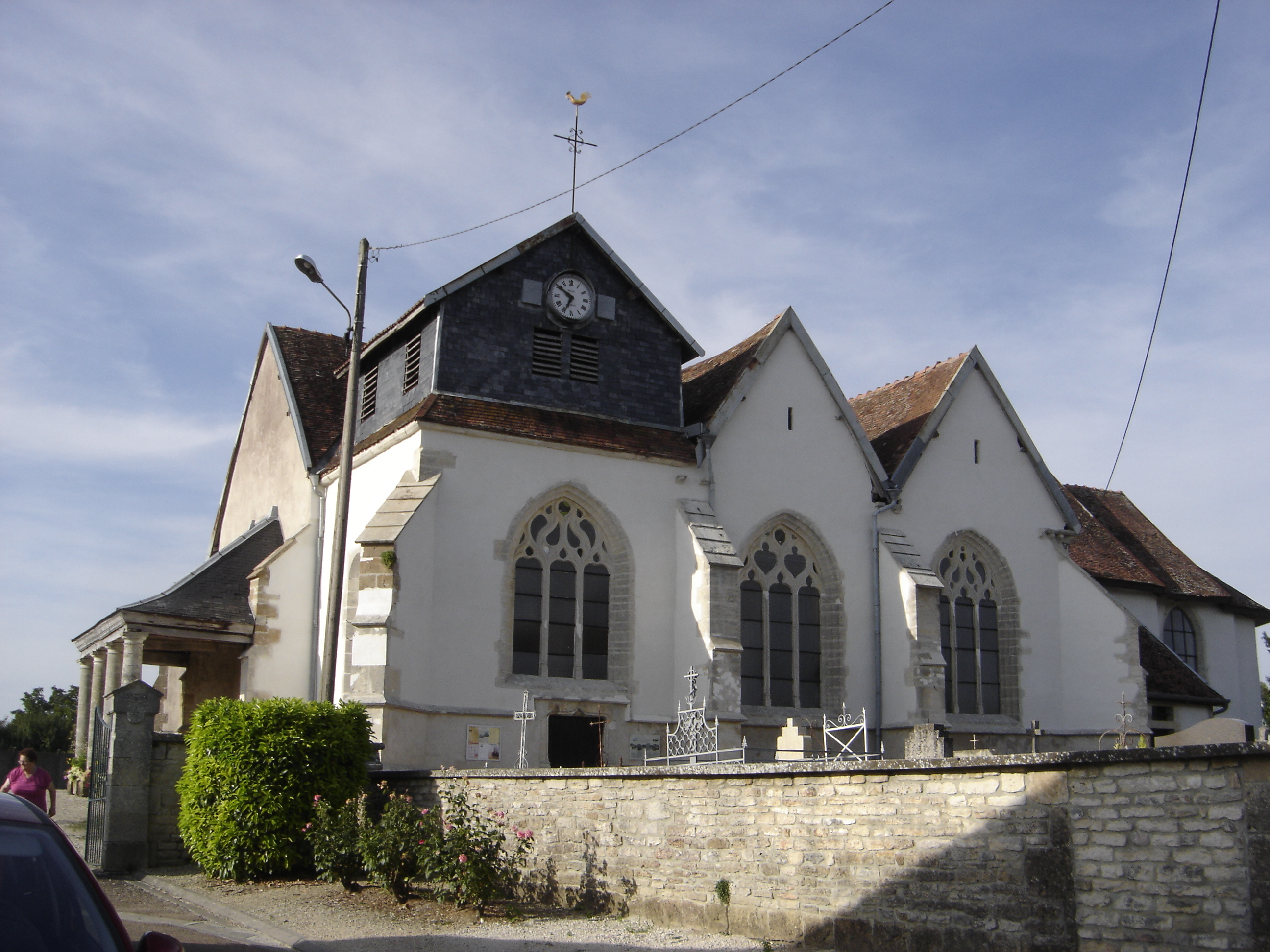
Kirche Notre-Dame de l'Assomption in Radonvilliers, Departément Aube, France

Radonvilliers ist eine französische Gemeinde mit 326 Einwohnern (Stand: 1. Januar 2022) im Département Aube in der Region Grand Est. Sie gehört zum Kanton Brienne-le-Château und zum Arrondissement Bar-sur-Aube. 
Sie ist umgeben von folgenden Nachbargemeinden:
| Brévonnes | Mathaux                                     |                       |
|           | Kompassrose, die auf Nachbargemeinden zeigt | Dienville, Unienville |
| Piney     | Amance                                      |                       |

## Bevölkerungsentwicklung
| Jahr                      | 1962 | 1968 | 1975 | 1982 | 1990 | 1999 | 2008 | 2016 |
| ------------------------- | ---- | ---- | ---- | ---- | ---- | ---- | ---- | ---- |
| Einwohner                 | 340  | 351  | 365  | 337  | 370  | 367  | 375  | 378  |
| Quelle: Cassini und INSEE |      |      |      |      |      |      |      |      |

## Sehenswürdigkeit
- Kirche Notre-Dame-de-l’Assomption